# When Megan Went Away
When Megan Went Away («Cuando Megan se fue») es un libro ilustrado para niños de 1979 escrito por Jane Severance e ilustrado por Tea Schook. Es el primer libro ilustrado que incluye personajes LGBT, y específicamente el primero que presenta personajes lesbianas, una distinción a veces otorgada erróneamente a Heather has two mommies (1989) de Lesléa Newman. El libro, publicado por la prensa independiente Lollipop Power, muestra a una niña llamada Shannon lidiando con la separación de su madre y la pareja de su madre, Megan.
Como lesbiana que trabajaba en una librería feminista en Denver cuando tenía poco más de veinte años, Severance buscó rectificar la falta de contenido de libros ilustrados para niños de padres lesbianas. When Megan Went Away no tuvo una amplia distribución tras su publicación, aunque el texto de la historia fue reeditado por la revista Ms. en 1986 bajo el seudónimo de R. Minta Day. La obra generó división entre los críticos, algunos elogiaron la historia por ser un ejemplo antisexista de la vida lésbica y otros encontraron su descripción de la separación entre personas del mismo sexo inoportuna, llegando en un momento en el que la maternidad lesbiana estaba en aumento. Las copias de When Megan Went Away eran accesibles principalmente en archivos y colecciones especiales de bibliotecas a partir de la década de 2010.

## Antecedentes
Jane Severance nació en Moscow (Idaho), en 1957. Recordó haber intentado escribir historias cuando tenía siete años, porque «siempre quiso ser escritora». A pesar de la afición familiar por la lectura, Severance sintió que no recibió mucho estímulo de su familia para dedicarse a la escritura como profesión.

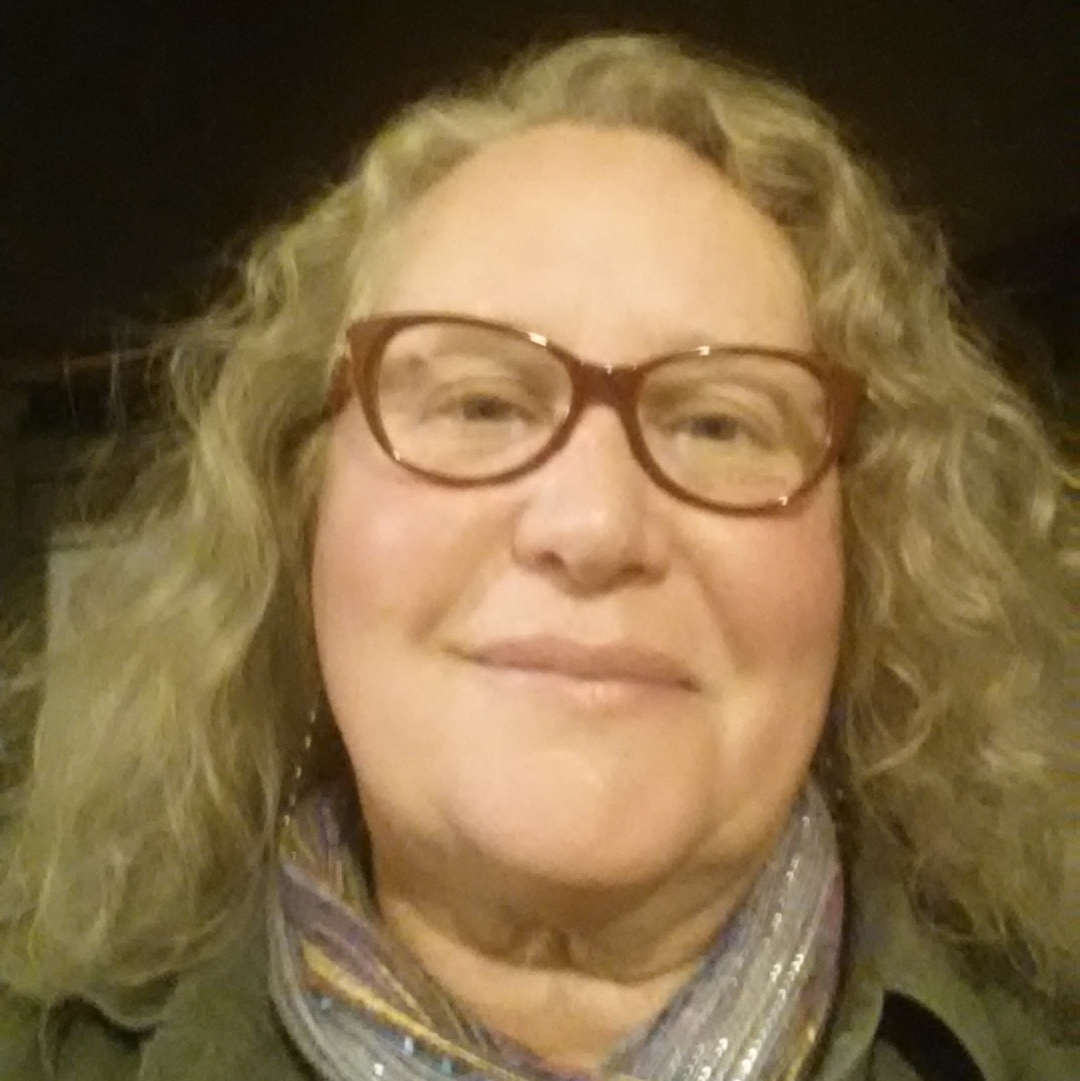
Severance en 2015.

Severance se declaró lesbiana y se mudó a Denver para estudiar educación infantil en la universidad; terminó la escuela después de una década y a fines de la década de 1970 ya enseñaba en preescolar. En Denver, se involucró con lo que caracterizó como «un subconjunto muy pequeño de la comunidad lésbica ... las muy jóvenes feministas lesbianas». La comunidad organizó protestas y marchas y dirigió una productora, un periódico y la librería feminista Woman to Woman. Observó entre sus compañeras «una paternidad bastante miserable», y señaló que la falta de modelos de lesbianas mayores a seguir, agravada por la falta de educación para padres, la pobreza generalizada, las enfermedades mentales y el abuso de sustancias, contribuyeron a las dificultades que enfrentaron los miembros de su comunidad. Ninguna de las madres lesbianas que Severance conocía había planeado tener hijos con sus parejas femeninas; la mayoría de sus hijos procedían de relaciones pasadas de las madres con hombres. Severance identificó la necesidad de contenido de libros ilustrados sobre niños con madres lesbianas como los de su comunidad. También notó una tendencia contemporánea de libros para niños que tratan sobre el divorcio y decidió «matar dos pájaros de un tiro» escribiendo When Megan Went Away, que aborda la maternidad lesbiana y la separación de los padres.

## Historial de publicaciones
Severance escribió When Megan Went Away cuando tenía alrededor de 21 años. Describió sentir que el proceso de publicación le era completamente ajeno. Severance envió su manuscrito a la prensa independiente Lollipop Power, con sede en Chapel Hill (Carolina del Norte), cuya dirección encontró en la contraportada de sus libros. Lollipop Power, fundada en 1970, se dedicó a publicar obras que buscaban disminuir los estereotipos de género y el comportamiento de género en los niños pequeños. Durante el proceso de edición, en contra de los deseos de Severance, el editor reescribió una sección del libro. Lollipop Power también sugirió que cambiara los nombres « Shannon» y «Megan», para que los lectores no tuvieran la impresión de que «sólo las mujeres con ascendencia irlandesa eran lesbianas".  
El libro When Megan Went Away se publicó en 1979 como un libro de bolsillo de 32 páginas ilustrado por Tea Schook. Las páginas del libro y sus portadas fueron impresas en papel y encuadernadas con grapas. Recomendado para lectores de 5 a 12 años, el libro no tuvo una amplia distribución en el momento de su impresión. El texto fue reimpreso en 1986 en la revista Ms. sin las ilustraciones de Schook. La historia se publicó bajo el seudónimo de R. Minta Day y se publicó como parte del artículo Stories for Free Children («Historias para niños libres»), una sección habitual que consta de ficción antisexista y antirracista para niños. A pesar de que el texto de Severance aparece en Ms., Lesléa Newman, otra autora infantil LGBT, dijo que Lollipop Power no hizo suficiente publicidad para el libro, lo que limitó su número de lectores potenciales.

## Recepción
When Megan Went Away no recibió cobertura de las principales revistas de reseñas de libros tras su lanzamiento, pero sí fue reseñada en varias publicaciones especializadas. Lenore Gordon elogió la historia en el Interracial Books for Children Bulletin en 1980, escribiendo que su fuerza radica «tanto en la suave voz narrativa [de Severance] como en su uso de los detalles». Carrie Dearborn escribió en Gay Community News que el libro tuvo un impacto emocional en ella y sus amigos. Ella describió el trabajo como «uno que ayudará al hijo de una lesbiana a sentirse menos solo», elogiando las decoraciones en el arte de Schook como Early American Dyke («dyke estadounidense temprana», dyke siendo un término en inglés para lesbianas). Gordon describió las ilustraciones de Schook como si tuvieran «una cualidad infantil placentera», lo que le pareció tonalmente inconsistente con el texto sombrío de Severance. Carolyn Moskovitz describió la historia en el WLW Journal como «un poco pesimista».
En un escrito de 1989, la profesora de inglés Virginia L. Wolf sugirió que los lectores infantiles podrían no reconocer la naturaleza romántica de la relación entre la madre de Shannon y Megan, pero que algunos lectores adultos probablemente entenderían el contexto lésbico de la historia. En 2022, la académica inglesa Jennifer Miller describió la obra como resistente a lecturas normativas que podrían ser desmentidas por su simple portada de una madre consolando a su hija, el texto «muestra una relación madre-hijo emocionalmente compleja que incluye varios casos en los que la el niño intenta nutrir emocionalmente a la madre».
Si bien elogió sus intentos de representar una familia antisexista, Gordon criticó When Megan Went Away por presentar «un estilo de vida lésbico inusualmente liberado», que en su opinión minimizaba la relevancia del libro para una gama más amplia de lectores. Aunque la descripción de un hogar con padres del mismo sexo satisfizo a algunos lectores, a otros les preocupaba que la primera historia publicada sobre el tema girase en torno a una relación rota. Según la estudiosa de la educación primaria multicultural Danné E. Davis, el momento de la publicación del libro recibió críticas de algunas lesbianas y feministas contemporáneas, quienes vieron la narrativa de separación de When Megan Went Away como perjudicial para la percepción pública de los hogares de lesbianas en un momento en que las lesbianas la maternidad comenzaba a aumentar. Al escribir la historia, Severance tenía la intención de representar preocupaciones compartidas como la separación de los padres entre familias lesbianas y no lesbianas.

## Legado
Antes de finales de la década de 1970, existían varios libros ilustrados con personajes no conformes con el género, pero por lo demás no había personajes LGBT en los libros ilustrados para niños. Los estudiosos de la literatura infantil generalmente consideran que When Megan Went Away es el primer libro ilustrado publicado que incluye personajes LGBT, así como el primero que presenta específicamente personajes lesbianas y el primero que representa la separación en una relación del mismo género. Aunque el texto de la historia nunca usa la palabra «lesbiana» para identificar explícitamente a los personajes, la palabra se usa paratextualmente en la dedicatoria de Severance y Schook al comienzo del libro: «Esta historia es para todos los hijos de madres lesbianas, por las dificultades especiales que puedan enfrentar y por el entendimiento que esperamos que alcancen». A 2022, When Megan Went Away siguió siendo solo uno de los dos libros ilustrados para niños documentados que presentan personajes LGBT para representar el divorcio o la separación. 
When Megan Went Away a veces se olvida como el primer libro ilustrado que presenta personajes lesbianas, distinción que se le otorga a Heather has two mommies (1989) de Lesléa Newman. Durante un tiempo, el sitio web de Alyson Books, editora de Heather has two mommies, listó a Heather como el primer libro ilustrado de lesbianas.
Aunque Newman originalmente dijo que Heather era el primer libro ilustrado de lesbianas, luego reconoció que When Megan Went Away precedió a su trabajo. Newman describe su libro como «el primer libro ilustrado que retrata una familia feliz formada por dos madres lesbianas y su hijo». Severance ha expresado el deseo de que Newman identifique a Heather como «el primer libro exitoso sobre madres lesbianas», citando el éxito y la notoriedad del trabajo. Tanto Severance como Newman, que se conocen personalmente, coincidieron en que factores intangibles como el momento oportuno y la suerte probablemente contribuyeron a la relativa popularidad de Heather. Severance también describió a Newman como alguien que «sabía cómo aprovechar» la popularidad de su libro. Newman declaró que creía que Lollipop Power hizo un mal trabajo de mercadotecnia When Megan Went Away tras su publicación. A pesar de su tratamiento inicial de los personajes lesbianas, los estudiosos de la literatura infantil no saben que When Megan Went Away haya atraído desafíos o intentos de prohibición como los que enfrentaron Heather y otros libros ilustrados posteriores con personajes LGBT. Al contrastar la forma en que fueron recibidos Heather y When Megan Went Away, Davis escribió que ambos libros eran quizás «demasiado tempranos para su época».
Desde que se publicó When Megan Went Away, Severance ha escrito dos libros más: Lots of Mommies (1983), un libro ilustrado sobre una niña criada por cuatro madres, y Ghost Pains (1992), una novela para adultos jóvenes sobre dos hermanas que viven con un madre lesbiana alcohólica. El investigador de literatura infantil Thomas Crisp señaló en la Children's Literature Association Quarterly que los libros de Severance aportan una descripción única de la vida queer dentro de la literatura infantil, una «visión que puede ser más emocionalmente honesta» que otras representaciones. En 2010, Severance seguía escribiendo y buscaba un agente para publicar otros trabajos para una audiencia más amplia. Crisp también informó que era difícil encontrar copias de When Megan Went Away en 2010. La disponibilidad del libro se limita principalmente a archivos y colecciones especiales de la biblioteca, y cuando se realizan ventas secundarias de la obra en línea, las copias pueden cotizarse por más de 40 veces el precio minorista original de $1.85.